# Alastair McHarg
Pour les articles homonymes, voir McHarg.
Pas d'image ? Cliquez ici

a Compétitions nationales et continentales officielles uniquement.

b Matchs officiels uniquement.
Alastair Ferguson McHarg, né le 17 juin 1944 à Irvine, est un joueur écossais de rugby à XV sélectionné en équipe d'Écosse au poste de deuxième ligne.

## Biographie
Alastair McHarg dispute son premier test match le 24 février 1968 contre l'Irlande et  son dernier le 3 février 1979 contre l'Angleterre.

## Palmarès
- Vainqueur du Tournoi des Cinq Nations en 1973 (victoire partagée).

## Statistiques en équipe nationale
- 44 sélections
- 8 points (2 essais)
- Ventilation par année :  3 en 1968, 4 en 1969, 5 en 1971, 3 en 1972, 5 en 1973, 4 en 1974, 6 en 1975, 4 en 1976, 4 en 1977, 4 en 1988, 2 en 1979.
- Dix Tournois des Cinq Nations disputés : 1969, 1971, 1972, 1973, 1974, 1975, 1976, 1977, 1978, 1979.